# Miss Italia 2010
Miss Italia 2010 si è svolta a Salsomaggiore Terme dall'11 al 13 settembre 2010, ed è stato condotta da Milly Carlucci affiancata da Emanuele Filiberto. Vincitrice del concorso è stata la diciannovenne Francesca Testasecca di Foligno (PG). Seconda classificata Giulia Nicole Magro di Camisano Vicentino (VI) vincitrice della fascia Miss Moda Mare Bear e infine terza Giulia Di Quinzio di Francavilla al Mare (CH) vincitrice del titolo Miss Eleganza.

## La gara
Miss Italia si è svolto dall'11 al 13 settembre 2010 a Salsomaggiore Terme ed è stato trasmesso in diretta nazionale da Rai Uno. Il 29 agosto ed il 5 settembre alle ore 16:30 erano state mandate in onda sempre da Rai Uno alcune anteprime del concorso, mentre il 10 settembre uno speciale condotto da Emanuele Filiberto. La gara si è svolta in tre serate condotte da Milly Carlucci, affiancata da Emanuele Filiberto. La direzione artistica dell'evento è di Patrizia Mirigliani.
La prima serata ha visto l'assegnazione della fascia di Miss Cinema da parte della giuria, composta da Rita Rusić, Ronn Moss, Katherine Kelly Lang e Guillermo Mariotto. Durante la serata vengono presentate trenta delle sessanta Miss in gara divise in tre categorie di dieci elementi, che prendono il nome da tre differenti generi cinematografici: azione, commedia e horror. Di ogni categoria passano il turno tre concorrenti per un totale di nove, da cui dopo alcune prove vengono selezionate soltanto cinque per la serata finale.
La seconda serata ha come giudici Guillermo Mariotto, Rita Rusić e Sciascia Gambaccini. Vengono presentate le ultime trenta concorrenti in gara suddivise in tre categorie che si rifanno al mondo della moda e da esso prendono i propri nomi: Missoni, Furstenberg e Westwood. Anche in questo caso da ogni categoria passano il turno soltanto tre concorrenti per un totale di nove, da cui dopo alcune prove vengono selezionate soltanto cinque per la serata finale. Viene anche consegnata la fascia di Miss Eleganza.Come ospite internazionale della seconda serata del programma c'è la cantante Kylie Minogue che canta All the Lovers e Get Outta My Way.
La terza serata, in cui il nuovo presidente di giuria è Flavio Insinna, vede un ripescaggio di ulteriori cinque concorrenti (sei per via di un ex aequo), che gareggeranno con le dieci selezionate nelle prime due serate, da cui però ne vengono selezionate solo due attraverso televoto. Dopo alcune prove di ballo (con i maestri di Ballando con le stelle) e le sfilate, le concorrenti vengono ridotte a sei, e dopo un'ulteriore prova di recitazione a tre. A passare il primo turno di selezione (da 12 concorrenti a 6) sono state: Ilenia Neri, Francesca Testasecca, Silvia Mazzieri, Maria Elena Scaramozzino, Giulia Nicole Magro e Giulia Di Quinzio. La terza classificata è stata decisa dal voto della giuria combinato col televoto dei telespettatori, come la selezione precedente, mentre tra le due concorrenti rimaste il solo pubblico da casa ha deciso a chi assegnare il titolo di Miss Italia 2010. La vincitrice, Francesca Testasecca viene incoronata da Sophia Loren. È la prima miss rappresentante dell'Umbria a trionfare dopo Raffaella De Carolis nel 1962.

## Piazzamenti
| Risultato finale     | Concorrente |
| -------------------- | --- |
| Miss Italia 2010     | - – Francesca Testasecca |
| Seconda classificata | - – Giulia Nicole Magro |
| Terza classificata   | - – Giulia Di Quinzio |
| Top 6                | - – Ilenia Neri - – Silvia Mazzieri - – Maria Elena Scaramozzino                                                                                |
| Top 12               | - – Benedetta Piscitelli - – Anna Rita Granatiero - – Chiara Generali - – Elisa Spina - – Viola Gualandri - – Nunziata Bambaci                  |
| Ripescate            | - – Benedetta Piscitelli (top 12) - – Ilenia Neri (top 6) - – Maria Chiara Centorami - – Ilaria Tiburzi - – Ambra Battilana - – Alessia Mancini |

## Vincitrici dei titoli nazionali in palio/titolate nazionali
- Miss Cinema Asti Spumante: Silvia Mazzieri
- Miss Eleganza: Giulia Di Quinzio
- Miss Deborah Milano: Viola Gualandri
- Miss Wella Professionals: Chiara Generali[5]
- Miss Moda Mare Bear: Giulia Nicole Magro
- Miss Rocchetta Bellezza: Giulia Frasson
- Miss Sasch Modella Domani: Ilenia Neri
- Miss Miluna Cielo Venezia 1270: Benedetta Piscitelli
- Miss TV Sorrisi e Canzoni: Viola Gualandri
- Miss Liabel: Denise Laura Barbuto
- Miss Valleverde Ragazza in Gambissime: Cecilia Montorro
- Miss Peugeot: Martina Floreani[6]
- Miss Tecnologia Sony: Vittoria Tomasi

## Le concorrenti
01) Eleonora Peruzzini (Miss Romagna)

02) Ilenia Neri (Miss Toscana)

03) Benedetta Piscitelli (Miss Campania)

04) Laura Vernizzi (Miss Deborah Milano Abruzzo)

05) Eleonora Francesca Arosio (Miss Deborah Milano Lazio)

06) Anna Rita Granatiero (Miss Wella Professionals Puglia)

07) Cecilia Montorro (Miss Rocchetta Bellezza Emilia-Romagna)

08) Nicoletta Taormina (Miss Valleverde Ragazza in Gambissime Sicilia)

09) Carol Beltram (Miss Liabel Friuli Venezia Giulia)

10) Vittoria Tomasi (Miss Liabel Emilia-Romagna)

11) Giulia Massari (Miss Liguria)

12) Giulia Vecchio (Miss Puglia)

13) Nausicaa Putzu (Miss Sardegna)

14) Chiara Generali (Miss Eleganza Campania)

15) Chantal Raimondo (Miss Sasch Modella Domani Piemonte e Valle d'Aosta)

16) Elisa Spina (Miss Deborah Milano Marche)

17) Martina Lombardo (Miss Deborah Milano Sicilia)

18) Eliana Cartella (Miss Miluna Cielo Venezia 1270 Lombardia)

19) Immacolata Pirone (Miss Rocchetta Bellezza Molise)

20) Zaira De Felice (Miss Liabel Campania)

21) Antonella Chiarello (Miss Valle d'Aosta)

22) Martina Floreani (Miss Friuli Venezia Giulia)

23) Francesca Testasecca (Miss Umbria)

24) Maria Chiara Centorami (Miss Marche)

25) Ilary Bucci (Miss Molise)

26) Denise Laura Barbuto (Miss Calabria)

27) Veronica Fasano (Miss Basilicata)

28) Silvia Mazzieri (Miss Sasch Modella Domani Toscana)

29) Alessia Lippolis (Miss Deborah Milano Puglia)

30) Carolina Cossu (Miss Rocchetta Bellezza Sardegna)

31) Roberta Bonasia (Miss Cinema Piemonte)

32) Daniela Roncaletti (Miss Sasch Modella Domani Lombardia)

33) Laura Labella (Miss Wella Professionals Basilicata)

34) Martina Escher (Miss Wella Professionals Sicilia)

35) Giulia Frasson (Miss Miluna Cielo Venezia 1270 Veneto)

36) Federica Ciufoli (Miss Rocchetta Bellezza Lazio)

37) Francesca Girardi (Miss Valleverde Ragazza in Gambissime Lazio)

38) Tezeta Abraham (Miss Valleverde Ragazza in Gambissime Molise)

39) Maria Elena Scaramozzino (Miss Valleverde Ragazza in Gambissime Calabria)

40) Annapia Caterina Digiglio (Miss Liabel Puglia)

41) Ambra Battilana (Miss Piemonte)

42) Giulia Vittoria Palazzi (Miss Lombardia)

43) Giulia Nicole Magro (Miss Veneto)

44) Viola Gualandri (Miss Emilia)

45) Dalila Trovisi (Miss Sasch Modella Domani Puglia)

46) Ilaria Tiburzi (Miss Wella Professionals Umbria)

47) Marta Valigi (Miss Miluna Cielo Venezia 1270 Umbria)

48) Greta Di Leo (Miss Rocchetta Bellezza Calabria)

49) Silvia Costigliolo (Miss Valleverde Ragazza in Gambissime Liguria)

50) Martina Verdini (Miss Liabel Marche)

51) Sandra Rieder (Miss Trentino Alto Adige)

52) Gloria Castrataro (Miss Abruzzo)

53) Alessia Mancini (Miss Lazio)

54) Tania Bambaci (Miss Sicilia)

55) Eleonora Cilia (Miss Roma)

56) Alice Viglioglia (Miss Cinema Trentino Alto Adige)

57) Maria Massi (Miss Sasch Modella Domani Umbria)

58) Julia Weatherhogg Piccioli (Miss Wella Professionals Lazio)

59) Giulia Di Quinzio (Miss Miluna Cielo Venezia 1270 Abruzzo)

60) Filomena Claudia Senatore (Miss Miluna Cielo Venezia 1270 Calabria)

## Ascolti
| Puntata           | Spettatori | Share  | Fonte  |
| ----------------- | ---------- | ------ | ------ |
| 11 settembre 2010 | 3.435.000  | 21,72% | [ 8 ]  |
| 12 settembre 2010 | 3.438.000  | 19,52% | [ 9 ]  |
| 13 settembre 2010 | 5.678.000  | 29,00% | [ 10 ] |